# Parathyma adunora
Parathyma adunora är en fjärilsart som beskrevs av Napoleon Manuel Kheil. Parathyma adunora ingår i släktet Parathyma och familjen praktfjärilar. Inga underarter finns listade i Catalogue of Life.